# Echinotriton
Echinotriton – rodzaj płazów ogoniastych z podrodziny Pleurodelinae w obrębie rodziny salamandrowatych (Salamandridae).

## Zasięg występowania
Rodzaj obejmuje gatunki występujące we wschodnich Chinach i południowej Japonii.

## Systematyka

### Etymologia
Echinotriton: gr. εχινος ekhinos „jeż”; τρίτων tritōn „traszka, salamandra”.

### Podział systematyczny
Do rodzaju należą następujące gatunki:
- Echinotriton andersoni (Boulenger, 1892)
- Echinotriton chinhaiensis (Chang, 1932)
- Echinotriton maxiquadratus Hou, Wu, Yang, Zheng, Yuan & Li, 2014
- Echinotriton raffaellii Hernandez & Dufresnes, 2022